# پالینا راژینسکی
پالینا راژینسکی (انگلیسی: Palina Rojinski) با نام اصلی پالینا ایگورونا راژینسکایا (به روسی: Палина Игоревна Рожинская) بازیگر، مانکن، مجری تلویزیون و دی‌جی روس‌تبارِ ساکن آلمان است.
او از سال ۲۰۰۹ تا ۲۰۱۱ برنامه ام‌تی‌وی خانه را در شبکه ام‌تی‌وی آلمان اجرا می‌کرد و از سال ۲۰۱۱ به بعد، مجری برنامه‌های مختلف موسیقی در شبکه ویوا آلمان بوده است. از سال ۲۰۱۲، به‌عنوان مدل با شرکت‌های اوتو و آدیداس همکاری می‌کند. از سال ۲۰۱۳ به‌طور انحصاری با شبکه تلویزیونی پروزیبن همکاری داشته و از سال ۲۰۱۴ در برنامه کمدی آلمانی چه می‌شد اگر؟ ایفای نقش می‌کند.
او به‌طور علنی با حمله روسیه به اوکراین مخالفت کرده است.
از فیلم‌ها یا مجموعه‌های تلویزیونی که وی در آن‌ها نقش داشته است، می‌توان به صحنه جرم و هتل هوس اشاره نمود.

## نگارخانه
- راژینسکی در سال ۲۰۱۶
- راژینسکی در سال ۲۰۱۸
- راژینسکی در سال ۲۰۱۶
- راژینسکی در سال ۲۰۱۸
- راژینسکی در سال ۲۰۱۸